# Niedercunnersdorf
Niedercunnersdorf è una frazione del comune di Kottmar, in Sassonia, nel circondario (Landkreis) di Görlitz. Già comune autonomo, il 1º gennaio 2013 è stato accorpato insieme ai comuni di Obercunnersdorf e Eibau a costituire il nuovo comune di Kottmar.